# Stadion NK Đakovo
Stadion NK Đakovo je nogometni stadion u gradu Đakovu koji se nalazi u gradskoj četvrti Pazarište i na kojem nastupa samo nogometni klub Đakovo.

## Povijest
Povijest stadiona seže u daleku 1919. godinu kada je u mjesecu lipnju tek osnovani nogometni klub "HNK Zrinjski" dobio na korištenje igralište na "Pazarištu", na čijem mjestu se nalazi današnji stadion. U kolovozu iste godine navedeni klub se ujedinjuje s drugim gradskim klubom - "Građanskim ŠK", koji je nastupao na drugom igralištu zvanom "Utvaj" u novoformirani "Đakovački športski klub - ĐŠK", te isti nastavlja nastupati na igralištu na "Pazarištu" iako je tada zbog udaljenosti navedenog igrališta (igralište na "utvaju" je bilo mnogo bliže centru grada) navedena odluka naišla na otpor pojedinih igrača i navijača, no s vremenom su je prihvatili. 
"ĐŠK" se 1924. godine sjedinjuje s klubom "NK Sokol" u "ŠK Certissa" i tada počinju prvi značajniji radovi na uređenju igrališta. Tako se 1931. godine postavlja drvena ograda oko igrališta, a već 1933.godine postavljaju se prve tribine u pokrajini za 200 gledatelja s četiri lože, u potpunosti izgrađene od drveta. Svečano otvorenje novih tribina održano je 21. svibnja 1933. godine prijateljskom utakmicom između domaćeg "ŠK Certissa" i " ŠK Građanski" iz Osijeka, koja je završila pobjedom domaćih nogometaša rezultatom 4:0, a samu utakmicu je pratilo oko 500 gledatelja. 
Za vrijeme 2. Svjetskog rata tribine i ograde stadiona bile su u potpunosti razorene i uništene. Po završetku rata novonastali nogometni klub "SD Sloboda Đakovo" nastavlja koristiti i obnavljati navedeno igralište, tako da su 3. rujna 1950.godine svečano otvorene nove natkrivene tribine izgrađene od drveta, kvalifikacijskom utakmicom za plasman u Hrvatsku nogometnu ligu između Slobode i NK Belje Kneževo, koju Sloboda dobiva i ostvaruje najveći uspjeh plasmanom u sjevernu skupinu Hrvatske nogometne lige. 
Krajem 70.-ih godina ruši se tada već stara drvena tribina i gradi se nova betonska, također natkrivena, dok se sredinom 80.-ih godina gradi i stajaća istočna tribina čime stadion dobiva trenutni izgled. 
Među građanima Đakova stadion se još uvijek u svakodnevnom govoru naziva Jedinstvo, po starom imenu kluba. 

## Kapacitet
Kapacitet stadiona je 1022 sjedeća mjesta, od čega je 590 mjesta na natkrivenoj, zapadnoj tribini, te 432 mjesta na istočnoj tribini, dok iza sjevernog i južnog gola ne postoje izgrađene tribine. 
Oko nogometnog terena ne postoji atletska staza, već se teren nalazi odmah uz gledalište i od istoga je odvojen željeznom ogradom visine oko 150 cm. Postoji 6 ulaza na stadion. Rekord stadiona iznosi 5.500 gledatelja i ostvaren je 1977. godine kvalifikacijskim susretom za ulazak u Hrvatsku ligu između NK Jedinstvo Đakovo i NK Slavonija Požega. 
Osim glavnog terena, postoji i pomoćni teren koji se nalazi odmah iza južnoga gola i koji je postavljen u smjeru istok-zapad. Cijeli kompleks je ograđen betonskim zidom. Ispod zapadne tribine nalaze se svlačionice, dok se iza iste nalazi klupski kafić. 

## Domaćinstvo u HNL-u
Tijekom prve, ratne, sezone Hrvatske nogometne lige, 1992. godine, stadion NK Đakovo u nekoliko prvenstvenih kola ugostio je slavonske prvoligaše NK Osijek i HNK Cibalia Vinkovci, koji zbog neposredne ratne opasnosti nisu mogli odigravati domaće utakmice na svojim stadionima.

Trenutačno ne postoje planovi o osuvremenjivanju navedenog sportskog objekta. 